# Іцхак Рабин
Іцха́к Раби́н  (1 березня 1922, Єрусалим — 4 листопада 1995, Тель-Авів) — ізраїльський політичний та військовий діяч, генерал-лейтенант, начальник Генерального штабу (1964—1968), міністр оборони Ізраїлю (1984—1990; 1992—1995), прем'єр-міністр Ізраїлю (1974—1977, 1994—1995), посол у США (1968—1973). Лауреат Нобелівської премії миру (1994). Учасник Сирійсько-Ліванської кампанії, Ізраїльсько-палестинського конфлікту, Першої арабо-ізраїльської та Шестиденної воєн.

## Біографія

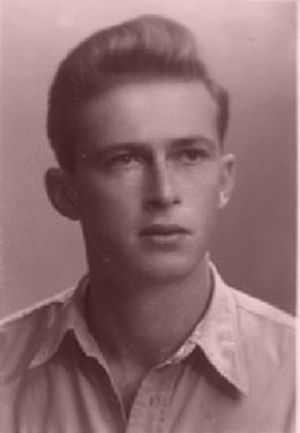
Іцхак Рабин у 1940-х

Дід Іцхака — Менахім Рабічов жив у селі Сидоровичі, нині Іванківського району Київської області. У Сидоровичах у 1886 народився батько Іцхака — Нехемія Рабічов, який емігрував з України 1904 року до США і змінив прізвище.
Іцхак мріяв про вищу аграрну освіту й працю на землі, а йому довелося прожити життя у військовій формі й померти лише за одну спробу знайти нарешті мирне розв'язання архіскладних міжнаціональних проблем. Нагородою за останнє стало визнання міжнародної громадськості й Нобелівська премія миру (1994).
Іцхак Рабин став генералом у 33 роки. З 1964 — начальник Генерального штабу збройних сил Ізраїлю.

Вийшовши у відставку, І. Рабин став послом у США (1968—1973). Повернувшись на батьківщину, зайнявся політичною діяльністю і був обраний у Кнесет (парламент). Очолив міністерство праці. Після відставки Голди Меїр, став наймолодшим прем'єр-міністром Ізраїлю (внаслідок політичного протистояння та порушення закону дружиною вимушений 1977 року залишити посаду глави уряду).

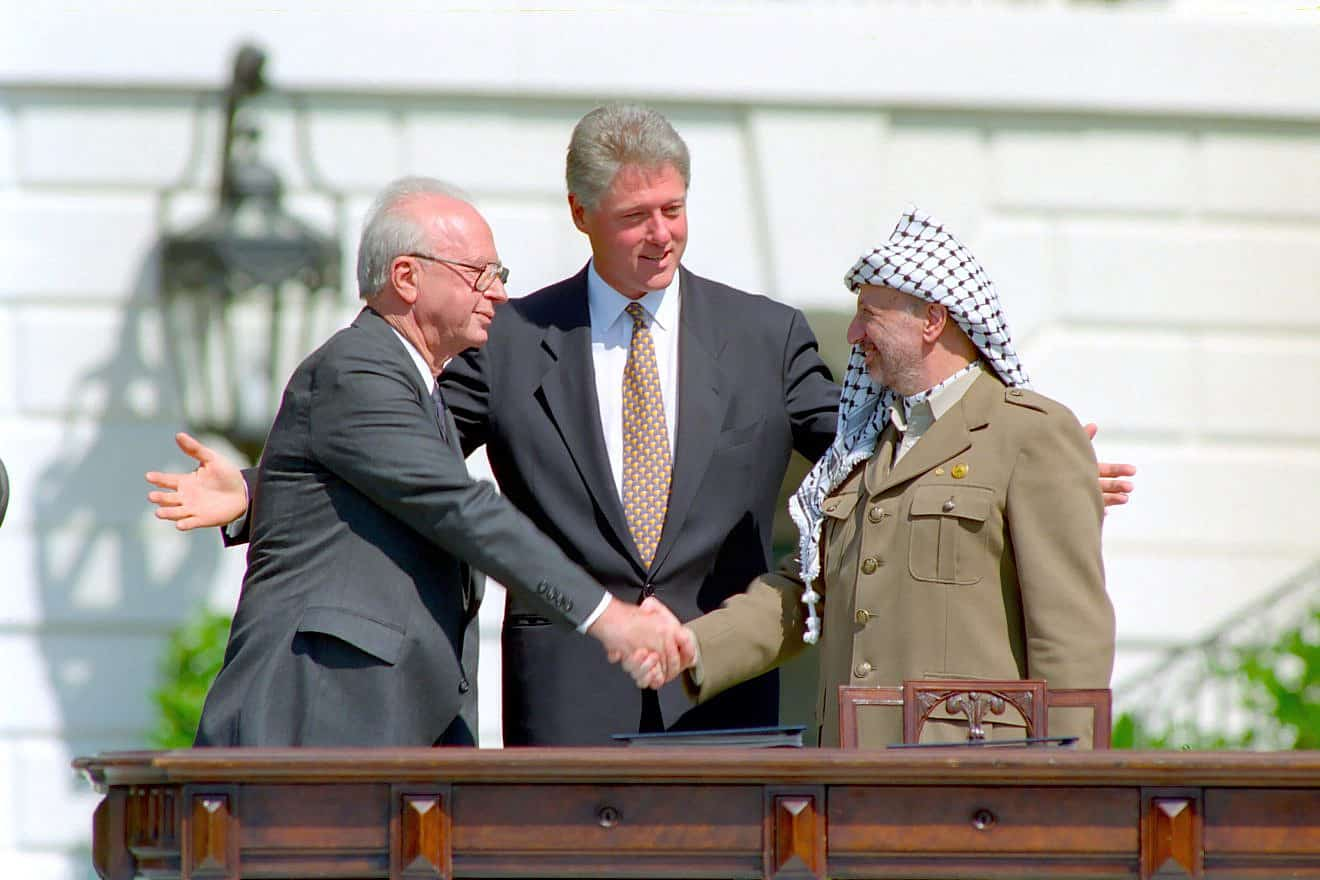
Іцхак Рабин, Білл Клінтон і Ясер Арафат

У 1984—88 — міністр оборони. У всі роки, коли І. Рабин очолював військове відомство, він дбав про обороноздатність своєї країни й досяг у цьому значних успіхів (реформував збройні сили, добивався забезпечення армії сучасними високотехнологічними видами зброї).
1992 — знову прем'єр-міністр Ізраїлю.
1994 — з лідером Палестини Ясиром Арафатом підписав Декларацію про принципи врегулювання арабо-ізраїльського конфлікту, за що був удостоєний Нобелівської премії миру (разом з Я. Арафатом та Ш. Пересом). Цей крок не був схвалений значною кількістю ізраїльтян.
Цього ж року підписав мирну угоду з Йорданією.
4 листопада 1995 — вбитий єврейським екстремістом на мітингу в Тель-Авіві.

## Пам'ять про Рабина

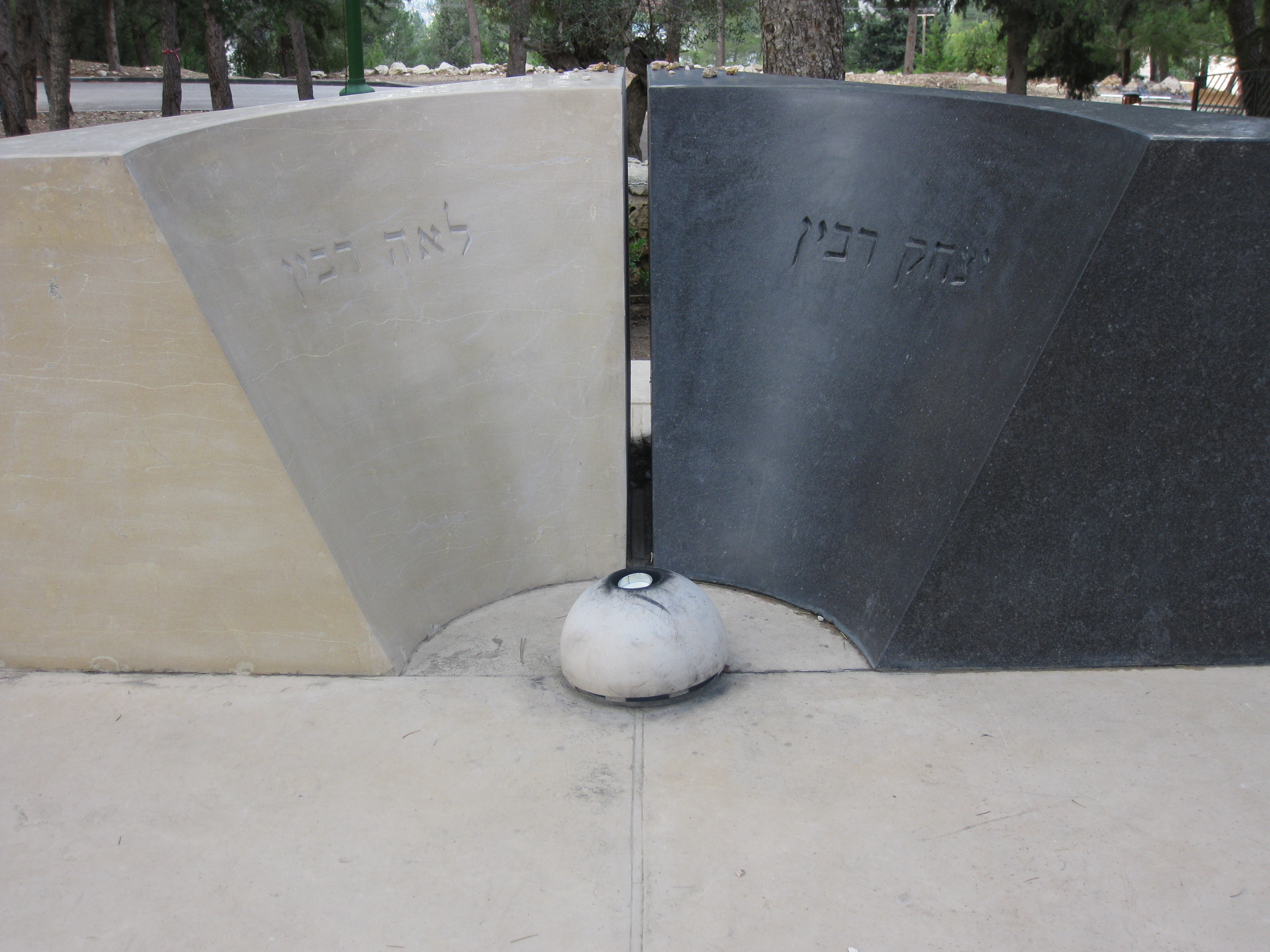
Могила Іцхака і його дружини Леї Рабин на Горі Герцля у Єрусалимі

Законом про День Пам'яті від 1997 року постановлено, що дванадцятий день місяця Хешван за єврейським календарем стане офіційним днем пам'яті Іцхака Рабина.
До кінця 2007 року ім'я Іцхака Рабина мали: 28 шкіл; 8 навчальних містечок; 26 проспектів, вулиць, доріг і мостів; 14 районів, 13 мікрорайонів (з них 4 в Тель-Авіві); 12 садів, бульварів і дерев, посаджених на честь покійного прем'єра; 11 площ; 10 будинків і комплексів, у тому числі театр; 7 парків; 3 громадських центри; 3 факультети (в Хайфі та Єрусалимі); 2 урядових містечка (в Хайфі і Нацереті); 2 синагоги; 2 спортивних комплекси; 2 відділення травматології; 1 населений пункт (Цур-Іцхак, який зводять поряд з селищем Цур-Ігаль); 1 військова база; 1 торговий комплекс (у Кір'ят-Оно); 1 лікарня; 1 електростанція; КПП в Ейлаті на кордоні з Йорданією. Крім цього, в Тель-Авіві побудований величезний Центр вивчення спадщини Рабина.
В Одесі вулиця названа на честь Іцхака Рабина.